# 印第安纳电影记者协会
印第安納電影記者協會（英語：Indiana Film Journalists Association）是美国中西部印第安纳州的一个影评人协会。它建立于2009年。

## 分类
其主要奖项有：
- 最佳男主角
- 最佳女主角
- 最佳导演
- 最佳男配角
- 最佳女配角
- 最佳影片
- 最佳劇本
- 最佳外语片
- 最佳动画片
- 最佳纪录片
- 原创奖
- 最佳配乐

## 多奖得主
印第安納電影記者協會獎的多奖得主有：《艺术家》、《后人》、《社交网战》、《盗梦空间》、《八字没一撇》。